# Franz Farke
Franz Farke (* 20. November 1928; † 12. Mai 2010) war ein deutscher Fußballspieler.

## Werdegang
Der Stürmer Farke begann seine Karriere bei Grün-Weiß Steinhausen aus Büren im Kreis Paderborn. Er spielte bis 1950 für die Grün-Weißen, bevor er sich dem TSV Detmold anschloss. In der Saison 1951/52 rückte Farke in die erste Mannschaft auf und erzielte in 29 Spielen neun Tore. Trotzdem wurden die Detmolder Tabellenletzter und stiegen in die Landesliga Westfalen ab. Farke wechselte daraufhin zu Borussia Dortmund in die damals erstklassige Oberliga West.
Farke erlebte in Dortmund eine erfolgreiche Saison 1952/53. In 21 Spielen erzielte er 17 Tore und war zusammen mit Alfred Niepieklo bester Torschütze seiner Mannschaft, die die Meisterschaft der Oberliga West gewann. Damit qualifizierten sich die Dortmunder für die Endrunde um die deutsche Meisterschaft, wo Farke im ersten Spiel gegen den VfB Stuttgart den Siegtreffer zum 2:1 erzielte. Dennoch verpassten die Borussen einen Monat später den Einzug ins Endspiel aufgrund des schlechteren Torquotienten gegenüber den Stuttgartern.
Zur Saison 1953/54 wechselte Farke in die Oberliga Nord zu Eintracht Braunschweig. Er spielte zwei Jahre für die Eintracht und kam in 24 Spielen auf neun Tore. Im Jahre 1955 kehrte Farke ins Ruhrgebiet zurück und schloss sich dem SV Sodingen aus Herne an. Mit den Sodingern erreichte er 1957 das Halbfinale des westdeutschen Pokals, das mit 3:5 bei Fortuna Düsseldorf verloren wurde. Ein Jahr später stieg Farke mit Sodingen aus der Oberliga West ab und schaffte anschließend den direkten Wiederaufstieg. Für Sodingen lief er 107 Mal auf und erzielte acht Tore.